# 香港駐曼谷經濟貿易辦事處
香港駐曼谷經濟貿易辦事處，簡稱香港駐曼谷經貿辦，駐曼谷貿辦或駐曼谷辦，是中華人民共和國香港特別行政區政府在泰國曼谷設立的代表處。 

## 歷史
直到2010年代，東南亞國家聯盟經濟起飛，取代日本及美國成為香港的第二大商品貿易夥伴。與此同時，香港駐新加坡經濟貿易辦事處的工作日益繁重，香港政府逐於2016年中在印度尼西亞雅加達設立香港駐雅加達經濟貿易辦事處，而駐新加坡經貿辦亦將部分工作轉移至駐雅加達經貿辦。及後，香港政府為了加強對東南亞國家的聯繫及開發南亞國家的潛在商貿機會，決定在泰國曼谷設立香港駐曼谷經濟貿易辦事處，並於2019年2月28日正式投入運作，並再將駐雅加達經貿辦部分工作轉移至駐曼谷經貿辦。 

## 職能
香港駐曼谷經濟貿易辦事處主要推動泰國與香港在經貿，投資等各領域的相互合作， 並促進香港與東盟的關係；亦負責泰國、柬埔寨、緬甸、孟加拉國與香港的雙邊關係。

## 處長列表
1. 李湘原（任期：2019年2月28日至2023年9月3日）[6][7]
2. 林俊华（任期：2023年9月4日至今）[8][9]

## 外部連結
- 香港駐曼谷經濟貿易辦事處 （页面存档备份，存于） （英文）
- 香港駐曼谷經濟貿易辦事處的Facebook專頁
- 香港駐曼谷經濟貿易辦事處的Instagram帳戶